# Dylan De Belder
Pour les articles homonymes, voir De Belder.
Dylan De Belder, né le 3 avril 1992 à Mons en Belgique, est un footballeur belge qui joue au poste d'attaquant au RAEC Mons.

## Biographie
Dylan De Belder commence le football au RLC Mesvin, où il est rapidement repéré par le RAEC Mons. Il rejoint le centre de formation montois et y joue dans toutes les catégories d'âge jusqu'à l'équipe première, qu'il intègre en 2012. Deux ans plus tard, il signe à Waasland-Beveren mais il ne parvient pas à s'y imposer. En 2015, il est prêté pour un an à Lommel United, en deuxième division, où il reçoit la confiance de son entraîneur, terminant meilleur buteur du championnat avec 18 buts. Il signe alors un contrat avec le Lierse, une autre équipe de Division 2, où il est titulaire indiscutable à la pointe de l'attaque.